# Liste der Baudenkmale in Hohen Wangelin
In der Liste der Baudenkmale in Hohen Wangelin sind alle denkmalgeschützten Bauten der Gemeinde Hohen Wangelin (Mecklenburg-Vorpommern) und ihrer Ortsteile aufgelistet. Grundlage ist die Veröffentlichung der Denkmalliste des Landkreises Mecklenburgische Seenplatte (Auszug) vom 20. Januar 2017.

## Baudenkmale nach Ortsteilen

### Hohen Wangelin
| ID  | Lage                              | Bezeichnung              | Beschreibung | Bild           |
| --- | --------------------------------- | ------------------------ | ------------ | -------------- |
| 221 | Friedensstraße 7                  | altes Pfarrhaus mit      |              |                |
| 221 | Friedensstraße 7                  | Pfarrscheune             |              |                |
| 222 | Friedensstraße                    | Pferdestall              |              |                |
| 223 | Friedensstraße                    | Scheune                  |              |                |
| 224 | Friedensstraße                    | Stall                    |              |                |
| 225 | Friedensstraße (Karte)            | Kirche mit               |              | Weitere Bilder |
| 225 | Friedensstraße                    | Friedhof                 |              |                |
| 226 | Friedensstraße (auf dem Friedhof) | Kriegerdenkmal 1914/1918 |              |                |

### Cramon
| ID  | Lage      | Bezeichnung  | Beschreibung | Bild |
| --- | --------- | ------------ | ------------ | ---- |
| 109 | Cramon 16 | Stallscheune |              |      |

## Quelle
- Karte der Baudenkmale im Geoportal des Landkreises